# Alessandro Plotti
Alessandro Plotti (ur. 8 sierpnia 1932 w Bolonii; zm. 19 października 2015 w Rzymie) – włoski duchowny katolicki, arcybiskup Pizy w latach 1986-2008.

## Życiorys
Święcenia kapłańskie przyjął 25 lipca 1959.

## Episkopat
23 grudnia 1980 został mianowany biskupem pomocniczym diecezji rzymskiej ze stolicą tytularną Vannida. Sakry biskupiej udzielił mu papież Jan Paweł II.
7 czerwca 1986 został mianowany arcybiskupem Pizy. 2 lutego 2008 przeszedł na emeryturę.